# 妻木貞徳
妻木 貞徳（つまき さだのり、戦国時代から江戸時代にかけての武将。美濃国土岐郡妻木城主。諱は「貞行」とも。

## 概要
清和源氏土岐氏庶流明智氏からの派生家の一つである妻木氏の出。貞徳は明智光秀の妻、煕子の従兄弟にあたるという。

## 生涯
元々は美濃斎藤氏の家臣だったが織田信長による美濃侵攻にあたって織田家臣に転じたものと思われる。織田家中では信長の馬廻を務めた。
天正10年（1582年）6月2日の本能寺の変時、特に変と同時に軍事行動を起こすなど明智軍に同調する姿勢は見せなかったが、山崎の戦いで明智光秀とそれに味方した妻木広忠が死亡すると、広忠が謀反人に与した責任を取ってか隠居を表明し、18歳の長男頼忠に家督を譲り美濃の妻木村に隠棲した
以後、頼忠の指針に干渉する事もなくずっと隠棲生活を送っていた。
しかし、慶長5年（1600年）に関ヶ原の戦いを前にして頼忠が徳川家康を支持した事で、豊臣氏を支持する美濃の勢力との小競り合いが起きたときは久しぶりに表舞台に姿を表し、同年8月12日には頼忠と共に出馬して、妻木領から人質を取ろうとしていた岩村城主の田丸直昌家臣田丸主水の軍勢を奇襲し、人質を奪い返すと共に田丸軍の大将2人の首を取る勝利を収めた。
慶長6年（1601年）、子の頼忠は、家康率いる東軍に参戦し東濃の戦いでの功績により土岐郡内7,500石を所領として与えられ旗本となった。
元和4年（1618年）2月13日没。享年75。

## 子孫

### 妻木本家(妻木藤右衛門家)
貞徳の嫡男の妻木頼忠は江戸幕府成立後は交代寄合格の旗本となり、7,500石を領し、妻木城を廃して、城の麓に妻木陣屋(妻木城士屋敷)を築き知行地を支配した。
元和9年(1623年)に頼忠が没し妻木頼利が家督を継いだ。
承応元年(1652年)には頼利の子の妻木頼次が家督を継いだ。
この時、兄弟の不和により妻木騒動が起きて、頼次は弟の妻木幸広に、土岐郡大富村500石を分知し、7,000石となった。
万治元年（1658年）頼次が没すると嗣子が無く、妻木本家(妻木藤右衛門家)は断絶し改易となり、妻木陣屋も廃された。

### 上総妻木家(妻木多門家)
貞徳の二男、妻木之徳（頼久）は旗本となり、1613年に上総・下総で500石の知行地を賜り、後に丹波・近江で500石を加増されて、合わせて1,000石を知行した。

### 下郷妻木家(妻木平四郎家=妻木主計家)
貞徳の三男、妻木重吉（頼通）は、当初は松平忠吉に800石で仕えていたが、松平忠吉が死亡後、無嗣の為に改易されると、幕府に美濃可児郡内の1,005石の旗本として取り立てられた。子の妻木重直(頼熊・彦右衛門)は、妻木村下郷の830石と相模国内の1,122石を加増された。
後に勘定奉行や長崎奉行を歴任したことで加増され、2,958石となった。この後も下郷妻木家(妻木平四郎家)の家系は奈良奉行や浦賀奉行を歴任した。

### 上郷妻木家(妻木伝兵衛家)
本家は断絶したものの、分知していた妻木幸広が、土岐郡大富村から妻木上郷へ領地替されたことにより、新たに陣屋を築いて妻木伝兵衛家と称し（在地代官は日東氏）、代々507石の旗本(小普請)として明治に至った。

### 常陸妻木家(妻木平重郎家)
下郷妻木氏(妻木平四郎家)の分家。妻木重吉の二男、妻木重門が初代で、徳川家光に仕えて御小姓組をつとめ、蔵米三百俵を賜った。
その後、御書院番に移り、1633年に200石の加増されて、蔵米を知行地に改められて旗本となり、常陸国内で500石を知行した。